# Marquês d'Ajuda-Pinto
O marquês d’Ajuda-Pinto (Miguel d'Ajuda-Pinto) é um personagem da Comédia Humana de Honoré de Balzac. É um nobre português cuja família, muito antiga, está ligada às casas de Bragança e Grandlieu. Ele aparece em 1835, em Le Père Goriot, onde seu papel na trama é abandonar sua amante, a viscondessa de Beauséant (justamente a mulher abandonada de La Femme abandonnée).
Após abandonar a viscondessa, terminando um relacionamento de três anos devolvendo-lhe suas cartas por intermédio de Eugène de Rastignac, ele se casa com Berthe de Rochefide. Em 1840, viúvo desta, se casa novamente com Joséphine de Grandlieu, terceira filha do duque de Grandlieu e irmã de Clotilde (que foi a ex-noiva de Lucien de Rubempré). Em Béatrix ele participa do complô organizado por sua nova sogra, duquesa de Grandlieu, e Madame du Guenic para salvar Calyste das garras da marquesa de Rochefide.
Em 1832, participou da recepção da marquesa d'Espard, em que todos vilipendiaram a Princesa de Cadignan diante do seu amante, Daniel d'Arthez, em Les Secrets de la princesse de Cadignan. Personagem sedutor, impertinente e vaidoso, um dos exemplares dândis de Balzac, o marquês faz parte da alta nata da vida parisiense. Está presente também em Illusions Perdues e Splendeurs et misères des courtisanes.